# Bygningsklassifikation
Indenfor byggeriet har der været flere forskellige klassifikationssystemer. Systemerne bruges til at kode bygninger og bygningsdele. SFB-systemet har gennemgående været brugt i Danmark, og er meget udbredt i landet. Dog har SFB-systemet nogle begrænsninger i forbindelse med det digitale byggeri. Derfor er der kommet flere nye bud på kodning af bygningsdele som har vundet indpas i branchen.

SFB-Systemet 
BIM7AA
Dansk Bygge Klassifikation Arkiveret 13. juni 2021 hos  Wayback Machine
Cuneco CCS 
| Byggeri og bygningsdele | Spire Denne artikel om byggeri og bygningsdele er en spire som bør udbygges. Du er velkommen til at hjælpe Wikipedia ved at udvide den. |